# Le Capitaine de Florence
Pour plus de détails, voir Fiche technique et Distribution.
Le Capitaine de Florence (Condottieri) est un film historique italien réalisé par Luis Trenker en 1937. 

## Synopsis
La vie de Giovanni de Medici, un célèbre condottiere du XVIe siècle.

## Fiche technique
- Titre français : Le Capitaine de Florence[1]
- Titre original : Condottieri
- Réalisation : Luis Trenker
- Scénario : Kurt Heuser , Mirko Jelusich, Luis Trenker
- Montage : Willy Zeyn
- Musique : Giuseppe Becce
- Photographie : Walter Hege, Carlo Montuori, Klaus von Rautenfeld
- Producteur : Heinrich Schier
- Société de production : ENIC
- Distribution : ENIC
- Pays de production :  Royaume d'Italie -  Reich allemand
- Langue originale : italien
- Format : Noir et blanc - 1,37:1 - Son mono - 35 mm
- Durée : 88 minutes
- Dates de sortie :
  - Troisième Reich : 24 mars 1937
  - France : 17 novembre 1937[1]

## Distribution
- Luis Trenker : Giovanni de 'Medici
- Loris Gizzi : Malatesta
- Laura Nucci : Tullia delle Grazie
- Carla Sveva : Maria Salviati
- Ethel Maggi :  Caterina Sforza
- Mario Ferrari : Cesare Borgia
- Tito Gobbi, comme Nino
- Augusto Marcacci, comme Daniello
- Nino Marchetti, comme Corrado
- Umberto Sacripante, comme Sanzio
- Carlo Tamberlani, comme duc d'Urbino
- Gino Viotti, comme pape
- Giuseppe Addobbati, comme duc d'Imola
- Oreste Bilancia
- Carlo Simoneschi
- Claudio Ermelli
- Carlo Duse

## Autour du film
Le film a reçu 9,6 millions de lires de financement du gouvernement italien  dans le cadre d'une initiative  des autorités fascistes pour développer l'industrie cinématographique italienne qui impliquait  la construction du complexe Cinecittà à Rome. Avec Scipion l'Africain, le film était une tentative d'exploiter l'histoire pour soutenir la politique du régime fasciste. Condottieri établit un parallèle entre le dictateur Benito Mussolini et la figure historique de Giovanni de' Medici, décrivant les deux comme unificateurs de l'Italie. Les décors  du film ont été conçus par Virgilio Marchi et Erich Grave, tandis que Herbert Ploberger a réalisé les costumes.